# Jakuszów
Jakuszów (niem. Jakobsdorf bei Liegnitz) – wieś w Polsce położona w województwie dolnośląskim, w powiecie legnickim, w gminie Miłkowice.

## Podział administracyjny
W latach 1975–1998 miejscowość administracyjnie należała do województwa legnickiego.

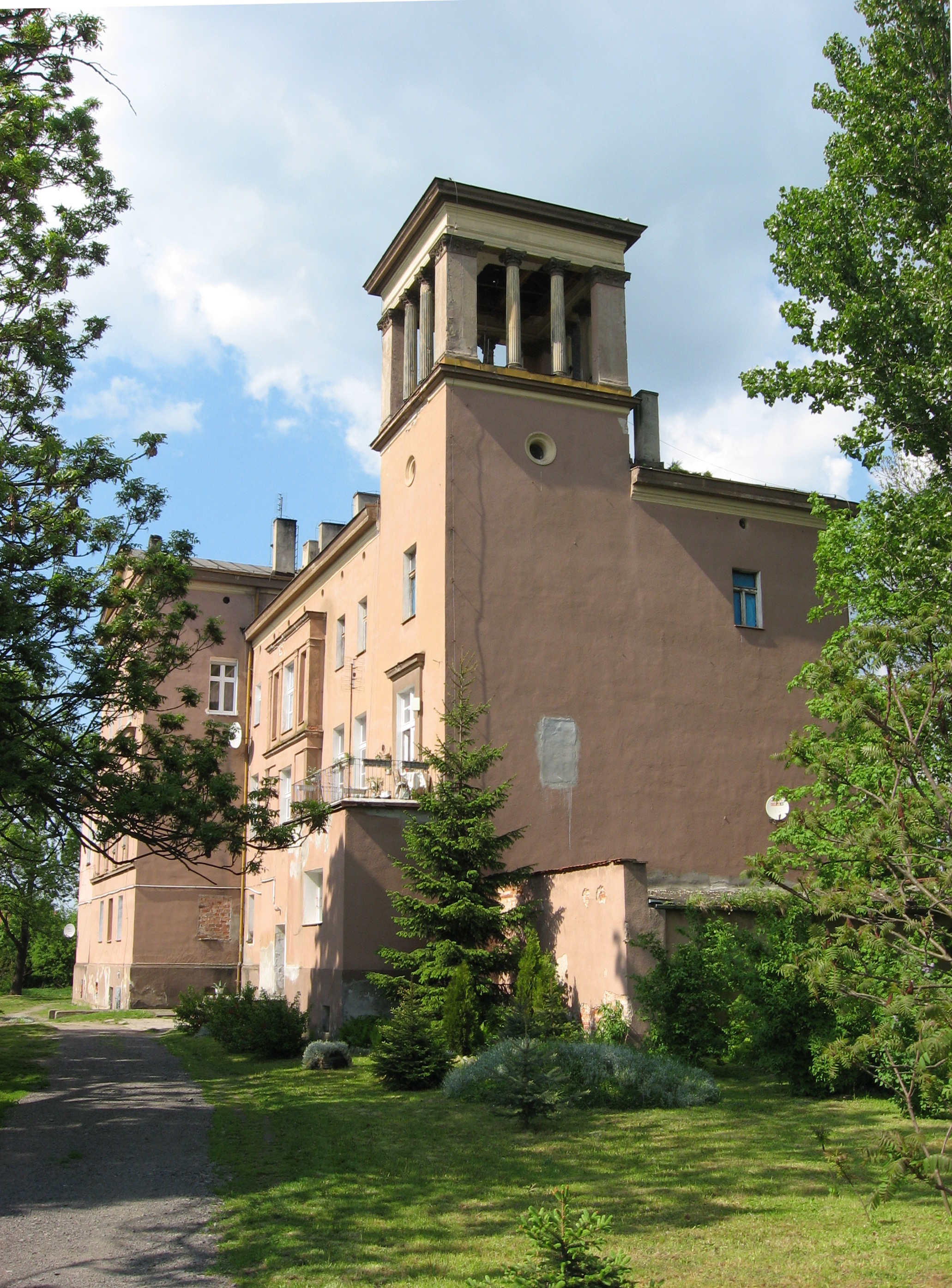
Pałac w Jakuszowie z XIX w.

## Położenie
Niedaleko Jakuszowa położone są 2 jeziora z zespołu jezior morenowych, zwanych Pojezierzem Legnickim.

## Nazwa
W kronice łacińskiej Liber fundationis episcopatus Vratislaviensis (pol. Księga uposażeń biskupstwa wrocławskiego) spisanej za czasów biskupa Henryka z Wierzbna w latach 1295–1305 miejscowość wymieniona jest w zlatynizowanej formie Jacobivilla czyli Wieś Jakuba.

## Zabytki
Do wojewódzkiego rejestru zabytków wpisany jest:
- zespół pałacowy, z czwartej ćwierci XIX wieku, przebudowany na początku XX wieku:
  - zabytkowy pałac; po II wojnie światowej zaadaptowany na biura utworzonego tam PGR i mieszkania dla jego pracowników oraz przedszkole, obecnie użytkowany jako budynek mieszkalny wielorodzinny[7]
  - park, użytkowany jest jako teren zielony, zaniedbany[7]

inne zabytki:
- folwark, budynki zachowane w nie najlepszym stanie technicznym. Budynek inwentarski o najciekawszej formie architektonicznej, usytuowany w północnym skrzydle zabudowy, nie jest obecnie użytkowany i wymaga remontu, niszczeje dach, brak odprowadzenia wód opadowych[7]